# Principio de exclusión competitiva

1: Una especie más pequeña de pájaros (amarilla) forrajea en todo el árbol.
2: Una especie más grande (roja) compite por recursos.
3: La especie roja domina los recursos más abundantes (el medio). La amarilla se adapta al nuevo nicho, evitando la competencia.

En ecología de comunidades el principio de exclusión competitiva, a veces también llamado ley de exclusión competitiva de Gause o simplemente ley o regla de Gause, es una proposición que declara que dos especies en competencia biológica por los mismos recursos no pueden coexistir en forma estable si los demás factores ecológicos permanecen constantes. Uno de los competidores siempre dominará al otro, llevándolo a la extinción o a una modificación evolutiva o de comportamiento hacia otro nicho ecológico. El principio se resume en la frase: "Competidores totales no pueden coexistir" o varias especies no pueden ocupar el mismo nicho ecológico de forma indefinida.
Una definición alternativa de dicha ley sería que se trata de una norma ecológica que afirma que dos especies no pueden ocupar un mismo nicho ecológico en el mismo hábitat al mismo tiempo.

## Bases experimentales

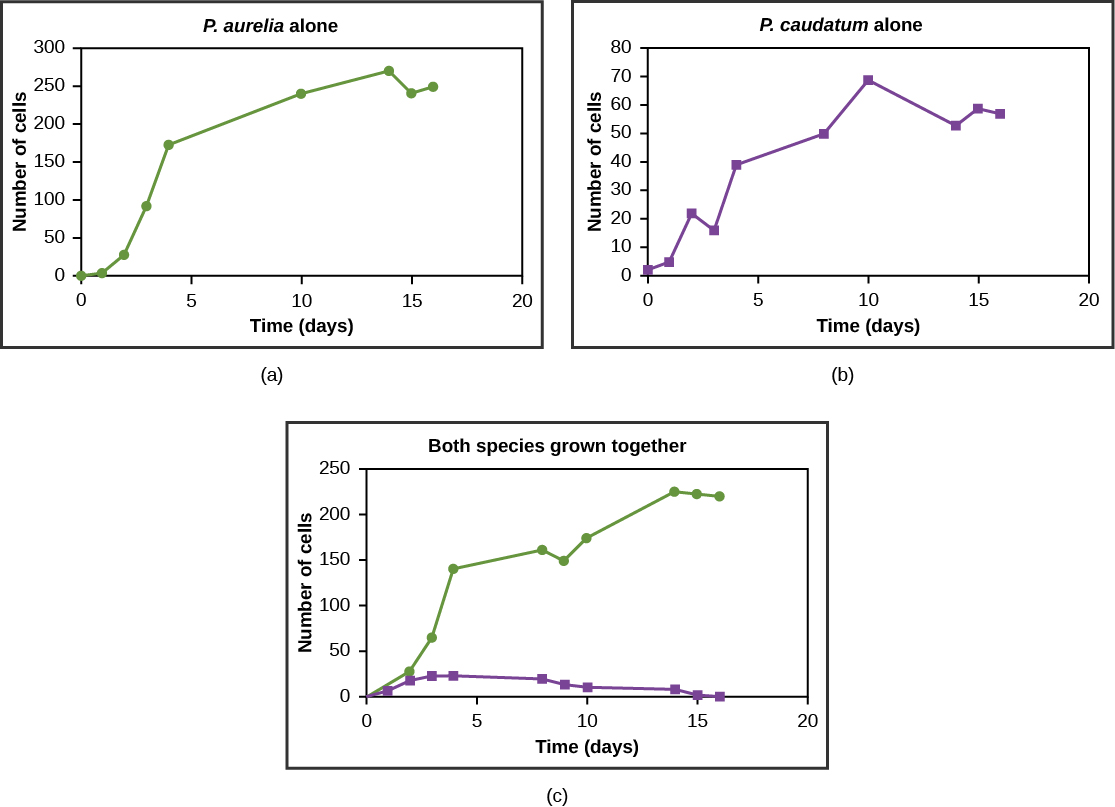
Paramecium aurelia y Paramecium caudatum crecen bien individualmente, pero cuando compiten por los mismos recursos P. aurelia desplaza a P. caudatum

El ecólogo ruso Georgii Frantsevich Gause formuló la ley de exclusión competitiva basada en experimentos de laboratorio con dos especies de paramecio, Paramecium aurelia y Paramecium caudatum. Después de una fase de neutralidad P. aurelia sistemáticamente llevaba a la extinción de P. caudatum. Las condiciones experimentales consistían en proporcionar agua fresca diariamente y mantener un flujo constante de alimentos. Sin embargo 
Gause podía permitir la supervivencia de P. caudatum si alteraba algunos de los parámetros ambientales (agua y alimentos). Esto explica porqué la ley de Gause es válida solamente si los factores ecológicos se mantienen constantes. Gause también estudió la competencia entre dos especies de levaduras, Saccharomyces cerevisiae y Schizosaccharomyces kefir. Encontró que S. kefir siempre triunfaba en su competencia con S. cerevisiae produciendo una concentración más alta de alcohol.

## Predicción
Se puede predecir la exclusión competitiva por medio de un número de modelos matemáticos y teóricos, tales como los modelos Lotka-Volterra de competencia. Sin embargo, por razones no muy claras, la exclusión competitiva rara vez se observa en sistemas ecológicos naturales; algunas comunidades biológicas parecen violar la ley de Gause. El ejemplo mejor conocido es la "paradoja del plancton". Todas las especies de plancton viven de recursos limitados, principalmente energía solar y minerales disueltos en el agua. De acuerdo al principio de exclusión competitiva, sólo un número limitado de especies de plancton podrían coexistir en tales circunstancias. Sin embargo grandes cantidades de especies coexisten en regiones pequeñas del mar abierto. Algunas comunidades que confirman el principio de exclusión competitiva son los parúlidos de MacArthur y los pinzones de Darwin.

## Rasgos paradójicos
Se puede explicar parcialmente la paradoja si se aumentan las dimensiones del sistema, incluyendo heterogeneidad espacial, competencia múltiple de recursos, interacción de competencia y colonización, etc. Sin embargo suele ser imposible analizar tales sistemas. Además, según esos análisis, algunos pueden mantener un número ilimitado de especies. Esto crea una nueva paradoja: La mayoría de los modelos más conocidos permiten un número ilimitado de especies, sin embargo, en la naturaleza cada comunidad contiene un número limitado de especies. 

## Redefinición
Los estudios recientes que encaran algunas de las suposiciones hechas para los modelos predictivos de exclusión competitiva demuestran que es necesario revaluar estas conjeturas. Por ejemplo, una ligera modificación de la conjetura sobre la relación entre crecimiento y tamaño corporal lleva a conclusiones diferentes, es decir que en ciertos ecosistemas una cantidad de especies pueden coexistir mientras que otras son desplazadas.